# Giáo phận Chanthaburi
Giáo phận Chanthaburi (tiếng Thái: สังฆมณฑลจันทบุรี; tiếng Latinh: Dioecesis Chanthaburiensis) là một giáo phận của Giáo hội Công giáo Rôma ở miền đông nam Thái Lan. Giáo phận là một giáo phận trực thuộc Tổng giáo phận Bangkok.

## Địa giới
Địa giới giáo phận bao gồm các tỉnh Chanthaburi, Chonburi, Prachinburi, Rayong, Sa Kaeo, Trat, và phần phía đông sông Bang Pa Kong nằm trong các tỉnh Chachoengsao và Nakhon Nayok ngoại trừ huyện Ban Na.
Tòa giám mục và Nhà thờ chính tòa Đức Mẹ Vô nhiễm Nguyên tội của giáo phận được đặt tại thị xã Chanthaburi.
Giáo phận được chia thành 41 giáo xứ.

## Lịch sử
Năm 1711, một nhà nguyện truyền giáo đã được xây dựng tại Chanthaburi. Sau khi được xây lại bốn lần và mở rộng thành một nhà thờ năm 1859 để phục vụ cộng đồng người Công giáo Việt Nam tới lánh nạn và định cư vì chính sách cấm đạo tại Đàng Trong thời Trịnh-Nguyễn phân tranh, đến năm 1909, nhà thờ được xây lại theo kiến trúc Gothic và cho đến nay đây vẫn là nhà thờ lớn nhất Thái Lan. Trong Chiến tranh thế giới thứ hai, các ngọn tháp được tháo xuống để tránh việc nhà thờ được dùng làm điểm đánh dấu hỗ trợ máy bay ném bom của quân Đồng minh, và sau đó ngọn tháp mới đã được thay thế vào.
Hạt Đại diện Tông tòa Chantaburi được thành lập vào ngày 11/5/1944 theo tông sắc Quo in Thailändensi của Giáo hoàng Piô XII, trên phần lãnh thổ tách ra từ Hạt Đại diện Tông tòa Bangkok (nay là Tổng giáo phận Bangkok).
Vào ngày 18/12/1965 Hạt Đại diện Tông tòa được nâng cấp thành một giáo phận theo tông sắc Qui in fastigio của Giáo hoàng Phaolô VI.
Vào ngày 2/7/1969 giáo phận đã đổi tên thành Giáo phận Chanthaburi như hiện tại theo nghị định Cum Excellentissimus của Bộ Truyền giáo.

## Giám mục quản nhiệm
Các giai đoạn trống tòa không quá 2 năm hay không rõ ràng bị loại bỏ.
- Giacomo Luigi Cheng † (11/5/1944 - 14/4/1952 qua đời)
- Phanxicô Xaviê Sanguon Souvannasri † (8/1/1953 - 3/4/1970 từ nhiệm[3])
- Lôrensô Thienchai Samanchit (3/7/1971 - 4/4/2009 về hưu)
- Silviô Siripong Charatsri (4/4/2009 - 13/6/2023 được bổ nhiệm làm Giám mục Giáo phận Ratchaburi)

## Thống kê
Đến năm 2021, giáo phận có 55.806 giáo dân trên dân số tổng cộng 5.107.898, chiếm 1,1%.
| Năm  | Dân số   | Dân số    | Dân số | Linh mục      | Linh mục       | Linh mục      | Linh mục                | Phó tế | Tu sĩ     | Tu sĩ    | Giáo xứ |
| Năm  | giáo dân | tổng cộng | %      | linh mục đoàn | linh mục triều | linh mục dòng | tỉ lệ giáo dân/linh mục | Phó tế | nam tu sĩ | nữ tu sĩ | Giáo xứ |
| ---- | -------- | --------- | ------ | ------------- | -------------- | ------------- | ----------------------- | ------ | --------- | -------- | ------- |
| 1950 | 12.380   | 3.200.734 | 0,4    | 20            | 20             |               | 619                     |        |           | 67       | 16      |
| 1969 | 21.079   | 1.464.629 | 1,4    | 43            | 37             | 6             | 490                     |        | 34        | 172      | 17      |
| 1980 | 25.588   | 2.987.000 | 0,9    | 45            | 40             | 5             | 568                     |        | 34        | 196      | 26      |
| 1990 | 28.251   | 3.190.000 | 0,9    | 62            | 49             | 13            | 455                     |        | 36        | 177      | 38      |
| 1999 | 30.856   | 4.064.872 | 0,8    | 74            | 61             | 13            | 416                     |        | 36        | 189      | 50      |
| 2000 | 31.155   | 4.128.389 | 0,8    | 75            | 63             | 12            | 415                     |        | 39        | 196      | 41      |
| 2001 | 31.384   | 4.165.818 | 0,8    | 85            | 71             | 14            | 369                     |        | 38        | 191      | 41      |
| 2002 | 31.178   | 4.228.388 | 0,7    | 88            | 73             | 15            | 354                     |        | 43        | 194      | 41      |
| 2003 | 37.914   | 4.286.475 | 0,9    | 89            | 74             | 15            | 426                     |        | 33        | 196      | 41      |
| 2004 | 38.880   | 4.333.797 | 0,9    | 88            | 74             | 14            | 441                     |        | 30        | 200      | 41      |
| 2006 | 37.149   | 4.445.881 | 0,8    | 95            | 78             | 17            | 391                     |        | 57        | 207      | 42      |
| 2013 | 42.952   | 4.663.709 | 0,9    | 92            | 74             | 18            | 466                     |        | 155       | 191      | 40      |
| 2016 | 45.831   | 4.903.106 | 0,9    | 96            | 79             | 17            | 477                     |        | 148       | 157      | 40      |
| 2019 | 54.846   | 5.056.005 | 1,1    | 94            | 77             | 17            | 583                     |        | 119       | 158      | 40      |
| 2021 | 55.806   | 5.107.898 | 1,1    | 97            | 82             | 15            | 575                     |        | 137       | 141      | 41      |